# EX.UA
EX.ua — у минулому найбільший український файлообмінник, заснований влітку 2009 року. Усі сервери розташовані на території України. Сервіс дозволяє завантажувати файли до 50 ГБ. За даними Alexa.com, станом на листопад 2016 року EX.ua займав 11 місце серед найвідвідуваніших сайтів в Україні.
31 січня 2012 року сайт було закрито у рамках розслідування кримінальної справи за частиною 2 статті 176 ККУ (яка передбачає відповідальність за порушення авторського права), проте з 3 лютого сайт було знову відкрито, більшість інформації впродовж місяця стала доступною. 15 червня було повернено всі сервери, а 7 липня було оповіщено про повне відновлення усіх файлів.
16 листопада 2016 року сайт оприлюднив заяву про припинення роботи ресурсу, рішення про яке було прийняте під тиском урядового рішення, зініційованого, зокрема лобістом «Microsoft Україна» Шимківим.

## Опис сервісу
Кожен користувач може завантажити свої файли. На сервери EX.ua можна завантажувати будь-які види файлів, включаючи відеофайли, зображення, аудіо, текст та образи дисків з іграми та програмами. Якщо об'єкт не використовувався більше 30 днів, він може бути видалений системою.
Зареєстровані користувачі можуть також завантажувати файли на свою персональну сторінку і (на власний вибір) зберігати їх лише для себе, відкрити до них доступ іншим користувачам або навіть розмістити їх у публічному доступі у відповідному тематичному підрозділі. Такі файли можуть зберігатися протягом необмеженого терміну. Проте з листопада 2014 року забороняється «використовувати ресурс для архівного та резервного зберігання даних, тобто для тривалого зберігання великого обсягу даних без мети їх регулярного або якнайшвидшого використання».
З грудня 2010 завантаження файлів дозволено лише для українських користувачів.

### Попередній перегляд
На сайті можна було передивлятись завантажені зображення, відео, прослухати аудіо без завантаження на комп'ютер. Завантажені зображення автоматично зменшуються до 800 пікселів по ширині і висоті, якщо це необхідно при перегляді. Файли, які підтримуються попереднім переглядом:
- зображення у форматах JPEG, GIF, PNG, BMP, TIFF
- аудіо у форматі MP3
- відео у форматі AVI, MKV, SWF, FLV, MP4, 3GP, M4V, RBS

## Власники
6 лютого 2012 року на сайті «Наші гроші» з'явилась інформація про розслідування Ґрехема Стека, журналіста «Business New Europe», яке свідчить, що власник EX.ua Юріс Пісковий є лише номінальним власником порталу, оскільки він у 2010 році відкривав у Києві представництво латвійської компанії «International Overseas Services», причетної до компанії «Highway Investment Processing».
Також одна з офшорних компаній-власників файлообмінника «Altercom Ltd» була створена панамською компанією «Cascado AG» (є частиною «International Overseas Services»), директорами якої є Ерік Ванагельс і Стан Горін, які є і засновниками компанії «Highway Investment Processing», яка продала «Чорноморнафтогазу» бурову платформу за 400 млн доларів. Тому причину швидкого відкриття порталу EX.ua можна пояснити тим, що реального його власника слід шукати серед найбільших українських провайдерів або вебхостерів.

## Історія

### Поява сайту
- У листопаді 2010 року Американська асоціація звукозапису RIAA внесла EX.ua до списку 25 сайтів, які сприяють поширенню нелегальної музики. Асоціація стверджує, що на сайті нема жодного відео- чи аудіоконтенту, легальність поширення якого підтверджена власником авторських прав[9][10]. Після цих подій представник EX.ua Юріс Пісковий заявив, що сервіс можуть зробити платним, щоб платити відсоток правовласникам і уникнути звинувачень у піратстві[11][12].
- 16 грудня 2010 року сайт став тимчасово недоступний з технічних причин[13]. Деякі електронні ЗМІ повідомили, що сервіс закрили через розповсюдження піратської продукції[14]. Через день сайт знову почав працювати, але став доступний лише українським користувачам[15].

### Перша спроба закриття сайту (2012)
31 січня 2012 року сайт був закритий за рішенням суду у рамках розслідування кримінальної справи за частиною 2 статті 176 Кримінального кодексу (порушення авторських і суміжних прав). Був проведений обшук у офісному приміщенні, у дата-центрах. Вилучена велика кількість комп'ютерної та мережевої техніки, 200 серверів, контенту на них більше ніж на 6000 терабайтів, а домен EX.ua був заблокований. Також з'явилась інформація, що проти користувачів сайту можуть бути порушені кримінальні справи через поширення контенту, який порушує авторські права.
У відповідь на спробу закриття сайту відбулися хакерські атаки на державні сайти України. Зокрема, 31 січня 2012 року, після закриття файлообмінника перестав бути доступний сайт МВС України (mvs.gov.ua), ймовірно, через перевантаження або DoS-атаки. Станом на обід 1 лютого він не працював.У відомстві не виключили можливості порушення карної справи через хакерську атаку на їх сайт.
1 лютого 2012 року через соціальні мережі власник «Простопринту» Денис Олейников поширив звернення, в якому натякається на проведення DoS-атаки на сайт Президента України, через що офіційне інтернет-представництво Президента України працювало з перервами. Також у соціальних мережах був поширений заклик про проведення о 18-й годині масової DoS-атаки на сайт Президента України (president.gov.ua). У відповідь на це прес-секретар Президента України Дарка Чепак звинуватила хакерів у тому, що через їх дії «руйнуються майданчики для розміщення суспільно важливої інформації».
Також цього дня на кілька разів через хакерську атаку переставав бути доступним сайт Кабінету Міністрів України (kmu.gov.ua), а анонім повідомив «Українській правді», що наступним буде підданий атаці портал Служби безпеки України, а також виникали проблеми з доступом до сайту податкової адміністрації України, Верховної Ради України та Партії Регіонів.
Адміністрація інтернет-ресурсу EX.ua закликала своїх користувачів припинити всі протиправні дії стосовно сайтів органів держвлади.
1 лютого 2012 року на брифінгу заступник начальника Департаменту боротьби з кіберзлочинністю МВС України Руслан Пахомов заявив, що кримінальну справу щодо «EX.ua» було порушено у липні 2011 року на підставі звернень від Державного інституту інтелектуальної власності, від Кабінету міністрів, від компанії «Microsoft», представництва компанії «Adobe» в Україні, «Graphisoft», телеканалу «1+1», а вся апаратура, документація, що вилучена на обшуку, передана на експертизу. Але вже до кінця дня факт звернення до МВС щодо порушення авторських прав файлообмінником «EX.ua» спростувала компанія «Майкрософт Україна», а телеканал «1+1» заявив, що група компаній зверталася до МВС у вересні 2011 року, коли вже було порушено кримінальну справу.
Начальник управління зв'язків з громадськістю МВС України Володимир Поліщук 1 лютого 2012 заявив, що на даний час справа щодо користувачів файлообмінника EX.ua не ведеться, а також повідомив, що до половини програмного забезпечення на комп'ютерах міністерства є не ліцензійним.
1 лютого 2012 року народний депутат України Володимир Даниленко звернувся до Генеральної прокуратури України з вимогою перевірити законність порушення кримінальної справи проти Інтернет-ресурсу EX.ua.
2 лютого стало відомо, що МВС України відкликало прохання до Imena.ua не надавати файлообміннику послуги, проте сервери досі знаходяться у міліції, про це повідомив партнер юридичної фірми «Юскутум» Артем Афян. Він також повідомив що причиною відкриття кримінальної справи стала підозра, що на серверах EX.ua знаходиться неліцензійне програмне забезпечення продукції компанії «Adobe».
3 лютого 2012 року сайт знову з'явився у мережі, проте значна частина інформації була все ще недоступною. Сервери, на яких вона зберігалася, утримувалися МВС, і лише в червні 2012 р. були повернуті в розпорядження адміністрації ресурсу.
29 березня 2012 року народний депутат України Володимир Даниленко повідомив про притягнення слідчих, винних у закритті EX.UA, до відповідальності.

### Друга спроба закриття сайту (2016)

Головна сторінка сайту станом на 18 листопада 2016 року.

16 листопада 2016 року на головній сторінці з'явилась заява з гострою критикою та з рішенням ресурсу припинити свою діяльність через численні перешкоди в роботі, попри те, що ресурс завжди працював у правовому полі України:
«За останній рік EX.UA довелося відчути на собі прямі загрози, шантаж (в тому числі і на міждержавному рівні), DDOS-атаки. Ці дії наражають на небезпеку особисту інформацію і особисті файли користувачів, які зберігаються на ресурсі»

Також повідомлялось, що ресурс не розглядає можливості переїзду у будь-яку іншу доменну зону окрім .ua:
«EX.UA завжди ідентифікував себе як національне файлове сховище і відкидав будь-які „пропозиції“, пов'язані зі зміною доменної зони і території мовлення. Назва EX.to/co/ru для EX.uа неприйнятна».

### Продаж домену та створення файлообмінника fex.net
За даними, що з'явились на сайті 1 грудня 2016 року, домен ex.ua виставлено на продаж: його пропонується купити за 1 млн доларів, а всі виручені гроші обіцяно направити на невідкладні операції дітям. Про можливість переїзду не йдеться, при цьому було згадано про новий закритий проект з анонімного обміну файлами, над яким ішла робота.
Пізніше було створено сервіс збереження та передачі файлів fex.net [Архівовано 20 квітня 2022 у Wayback Machine.], в якому відсутній пошук файлів і отримання файлів можливо лише при введенні ключа. При цьому будь-хто може видалити файл, до якого має ключ.
Домен ex.ua так і не був проданий. За адресою mail.ex.ua [Архівовано 20 квітня 2022 у Wayback Machine.] залишилася функціональна електронна пошта.

### Критика закриття
Закриття ресурсу ex.ua породило багато невдоволення і протестів в інтернет-спільноті та за її рамками. Багато користувачів відмічають даний ресурс як «найкорисніший сайт України» і потребували надати сайту статусу «Національної скарбниці України». З їхніх слів, введення «антипіратського» закону про кінематографію, що спровокувало закриття ресурсу, діє з точністю навпаки і лише спровокує поширення торентового піратства.